# Transitorisk ischemisk attack
Transitorisk ischemisk attack, förkortat TIA, även kallat mini-stroke, är en övergående störning i blodflödet till en del av hjärnan (cerebral ischemi). Detta orsakar syrebrist och är symptomgivande under maximalt ett dygn, vanligen övergående inom minuter-timmar. Vanliga symptom är hemipares, afasi och flyktig synnedsättning (amaurosis fugax) som upplevs som om en gardin dras ner för ögat.
Flera attacker under kort tidrymd benämns "malign" eller "hopad" TIA. Försvinner symptomen inom 24 timmar kallas attacken för TIA; om symptomen består mellan 24 och 72 timmar kan den kallas för RIND (reversible ischemic neurologic deficit) och om den är ännu mer långvarig kallas den för slaganfall.